# Saproscincus rosei
Saproscincus rosei är en ödleart som beskrevs av  Wells och WELLINGTON 1985. Saproscincus rosei ingår i släktet Saproscincus och familjen skinkar. Inga underarter finns listade i Catalogue of Life.